# یفپاتوریا ۲۴۶۴۸
سیارک ۲۴۶۴۸ (به انگلیسی: 24648 Evpatoria، نامگذاری:1985SG2) بیست و چهار هزار و ششصد و چهل و هشتمین سیارک کشف شده‌است که در ۱۹ سپتامبر ۱۹۸۵ کشف شد.
قدر مطلق سیارک برابر ۲۶.۹ است.